# Förintelsen
Förintelsen (av tyska: Die Vernichtung [dɪ ˌfɛɐ̯ˈnɪçtʊŋ] ( lyssna); även känt som Shoah (hebreiska: השואה [(h)aʃɔ(ʔ)ˈa], HaShoah, "katastrofen") var ett folkmord där omkring sex miljoner judar dödades av Nazityskland under perioden kring andra världskriget. En bredare definition inbegriper även naziregimens systematiska dödande av andra grupper, som romer, sovjetiska krigsfångar, polacker, civila sovjetmedborgare, homosexuella, personer med funktionsnedsättning, Jehovas vittnen och andra politiska och religiösa motståndare. Med denna vidare definition är det totala antalet offer för Förintelsen mellan 11 och 17 miljoner människor.
Det beräknas att Tysklands nazistiska regering under sina 12 år vid makten dödade mellan 5,6 miljoner och 6,3 miljoner judar, varav cirka 2,9 miljoner i förintelseläger där många mördades i gaskammare eller dog på grund av misshandel, svält, sjukdomar och hårt arbete. I siffrorna 5,6–6,3 miljoner ingår även de cirka en och en halv miljon judar som arkebuserades av bland annat de mobila insatsstyrkorna, Einsatzgruppen, på östfronten och de omkring 800 000 som dog till följd av gettoiseringen.
Det svenska namnet är en översättning av tyskans Die Vernichtung. Andra begrepp som används är "Shoa" även stavat "Shoah" eller, främst på tyska, "Schoah" samt "Holocaust".
Förintelsen skiljer sig från andra folkmord i historien på grund av de systematiska, industriella och statligt organiserade mordmetoderna och ifråga om nazisternas rasideologi som betraktade den germanska "ariska rasen" som en härskarras. Genom de antisemitiska Nürnberglagarna som antogs 1935 påbörjades lagstiftningen som särskiljde judar, och även ”zigenare” och ”negrer”, från den tyska så kallade ”ariska” folkgemenskapen. Lagarna, som i sin helhet heter Lagen till skydd för det tyska blodet och den tyska äran, bestämde vem som var av tyskt blod, blandras, heljude, halvjude eller kvartsjude. Äktenskap mellan judar och tyskar förbjöds och judarna fråntogs fullt medborgarskap och förlorade rösträtt och tillträde till offentliga arbeten.
Systematisk förföljelse av judar har ägt rum upprepade gånger i historien och omnämns redan i Bibeln, och senare speciellt i Europa, sedan medeltiden. I Tyskland hade många judar antagit tyska efternamn och många, särskilt under 1800-talet, hade även konverterat till kristendomen i sin strävan att integreras och vara "goda tyskar" och förväntade sig därför inte att de skulle förlora sina medborgerliga rättigheter. År 1933 fanns i Tyskland cirka 525 000 troende judar och 180 000 assimilerade, totalt 790 000 kategoriserade som etniska judar till minst 1/4. Tio år senare var de färre än 32 000. Cirka 300 000 hade lyckats lämna Tyskland på något sätt.

## Etymologi och begreppets användning

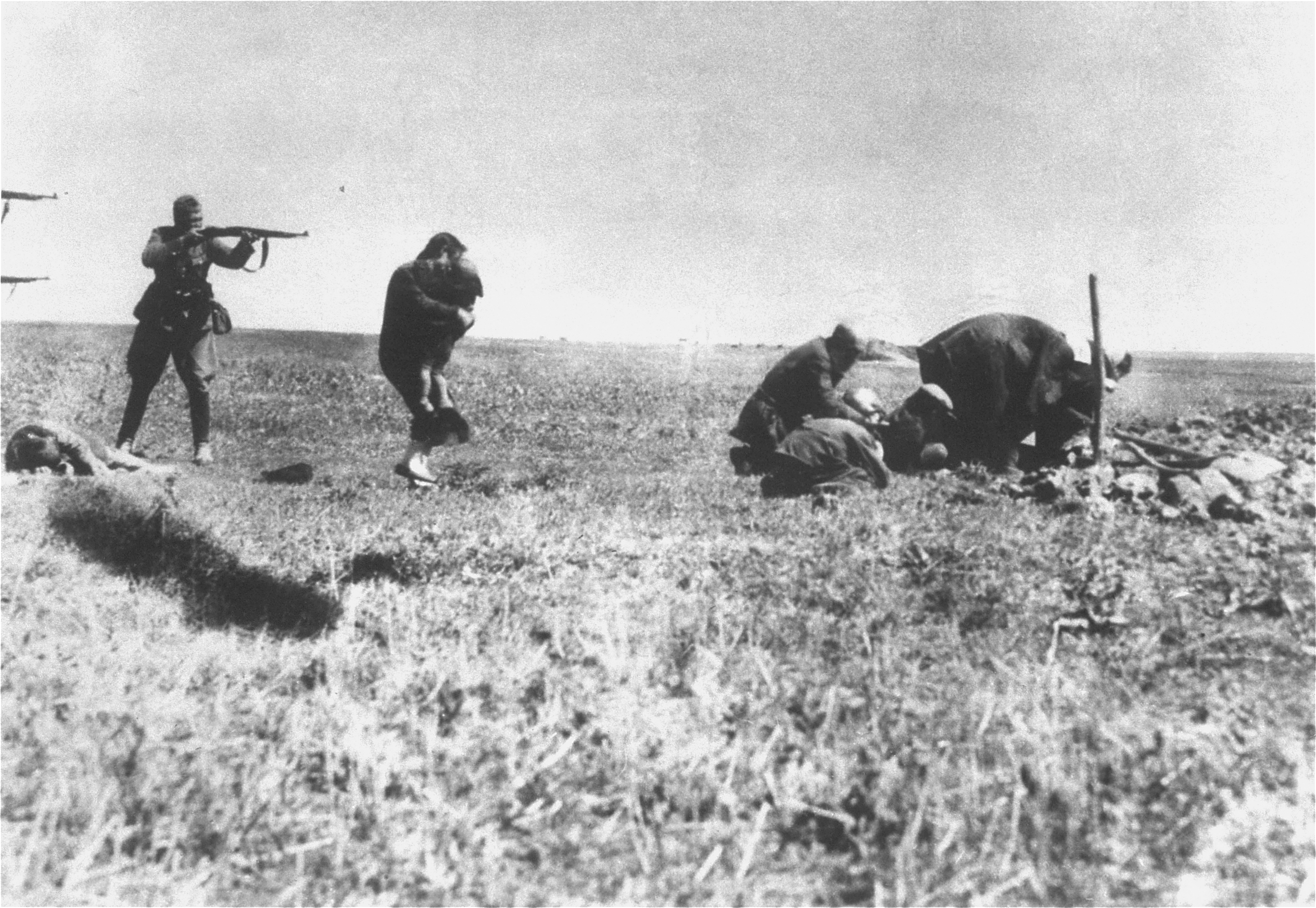
En soldat siktar på en kvinna och hennes barn i Ivanhorod år 1942.

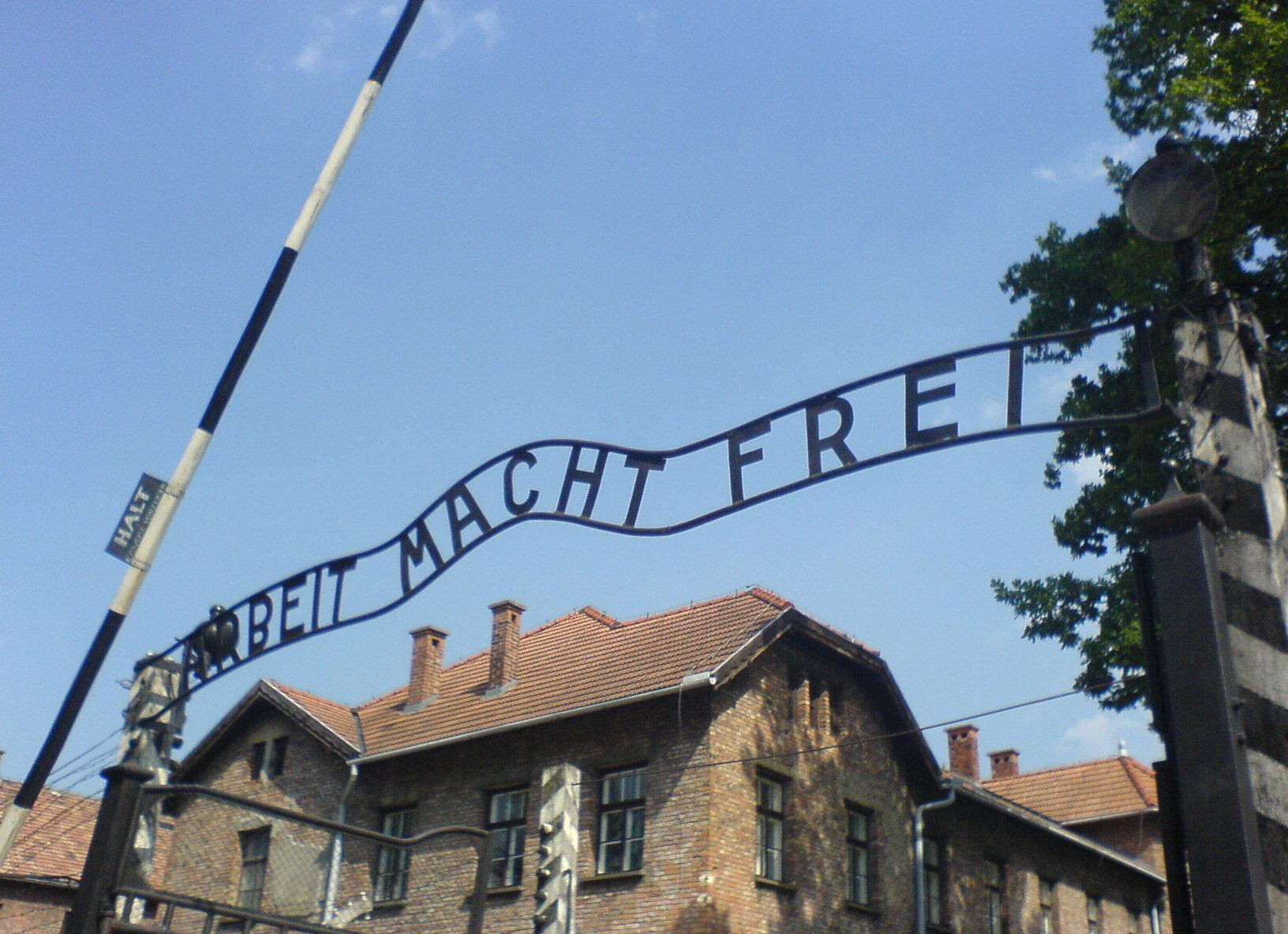
Porten till förintelselägret Auschwitz med texten Arbeit macht frei, översatt "Arbete ger frihet".

Ordet "förintelse" finns belagt i svenskan sedan 1798, som en avledning av verbet "förinta" med betydelsen "vara [eller] bliva förintad; tillintetgörelse; död, förgängelse".

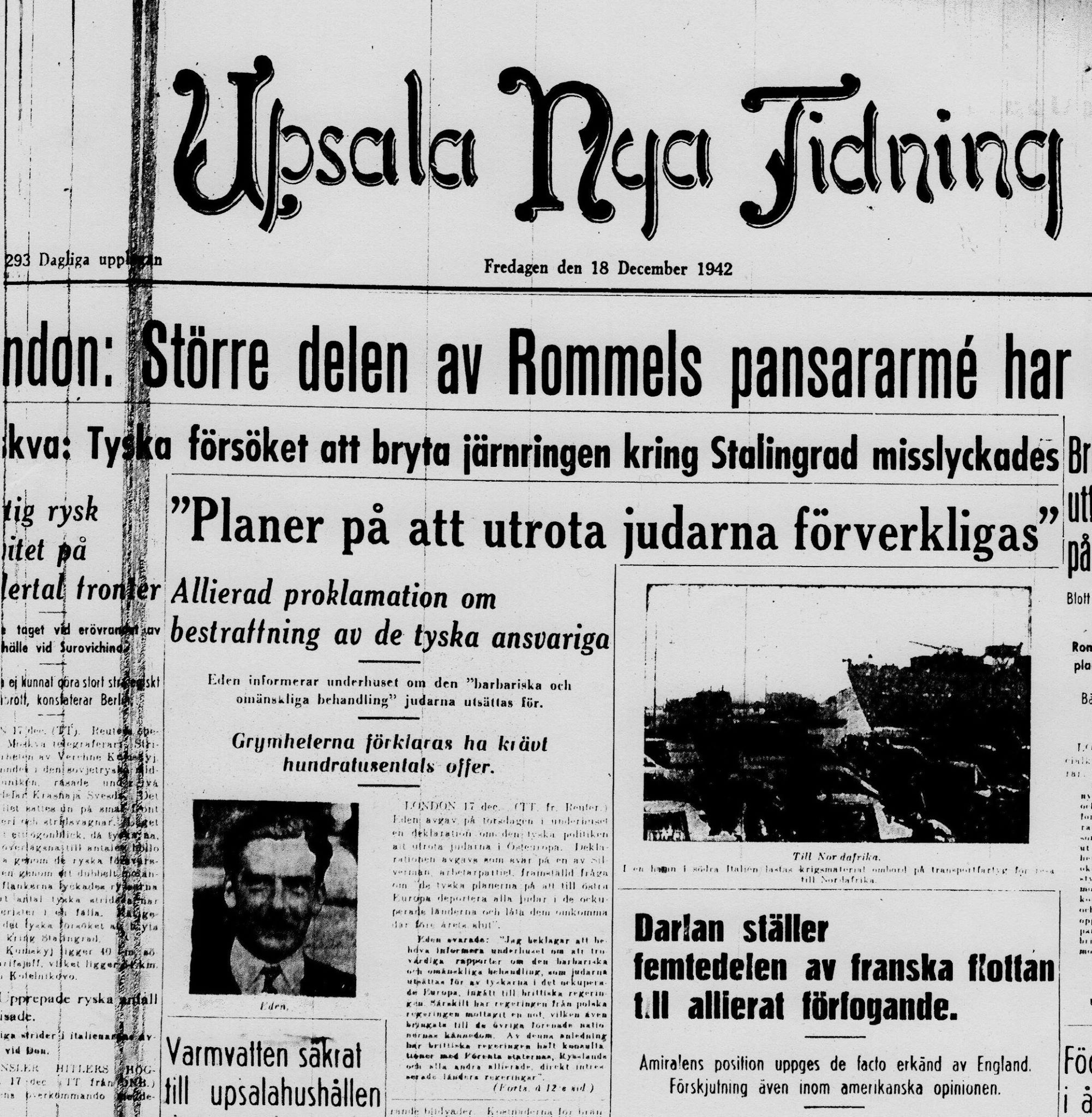
Förstasida på Upsala Nya Tidning 18 december 1942. Rubriken lyder "Planer på att utrota judarna förverkligas".

Begreppet "Förintelsen", med särskild syftning till folkmordet på judar, är en direktöversättning av ett tyskt ord, Vernichtung, i den terminologi som nazistpartiet själva ibland kunde använda när man pratade om det systematiska mördandet av Europas judar, men fanns med redan i Tysksociala Reformpartiets program 1899. Vanligen använde nazistpartiet dock eufemismer som skylde gärningarnas brutalitet, till exempel "evakuering", "specialbehandling" (Sonderbehandlung) eller "judefrågan", som är ett begrepp som även användes i Europa under sekler. Begreppet "Förintelsen" kom att användas speciellt efter krigsslutet.[källa behövs] Den hebreiska benämningen på förintelsen är  "השואה"; "katastrof", som brukar transkriberas "Shoa", "Shoah" eller "Schoah". "Shoah" används även på franska. Bland annat i modern tyska (parallellt med "Schoah"), engelska, danska och norska används begreppet Holocaust med betydelsen "eldoffer, helt brännoffer", ursprungligen från grekiska ὁλόs (hel) och kau(s)tos (bränd), i bruk sedan antiken. Bibelns ord för judarnas ceremoniella brännoffer, som översatts holocaust, är dock (h)olokautoma. Uttrycket har förekommit sedan medeltiden om omfattande massakrer, i synnerhet på judar. På jiddisch används ordet "חורבן" ("khurbn", "katastrof").
Under andra världskriget användes begreppet holocaust sporadiskt och förekom som ett etablerat begrepp vid Israels självständighetsförklaring 1948. Denna benämning kom i allmänt bruk år 1978 efter premiären av TV-serien Förintelsen och etablerandet av Förintelsekommissionen av president Jimmy Carter. Valet av Förintelsen som översättning av TV-seriens namn blev avgörande för att etablera uttrycket på svenska.

## Förintelsens historia

### Bakgrund i samtida socialbiologi
Nazitysklands kriminalpolitiska analys hade sin utgångspunkt i att de menade att brottslighet/asocialitet delvis fanns i arvsanslagen och att samhällsskydd och brottsprevention uppnås genom att hindra vissa människor att få barn; individerna ansågs bestå av ett dåligt biologiskt material som hotade samhället. Sociologen Zygmunt Bauman menar att de ideologiska ramverk som omgärdade socialbiologin och den sociala ingenjörskonsten utgjorde en del i det som möjliggjorde Förintelsen. Enligt kriminologen Jerzy Sarnecki är relationen mellan de tidiga kriminologernas människosyn och den raspolitik och rasideologi som fördes fram som statsideologi inte helt enkel men att länken måste understrykas, inte minst när det gäller Nazityskland.

### Inskränkning av rättigheter och förföljelse

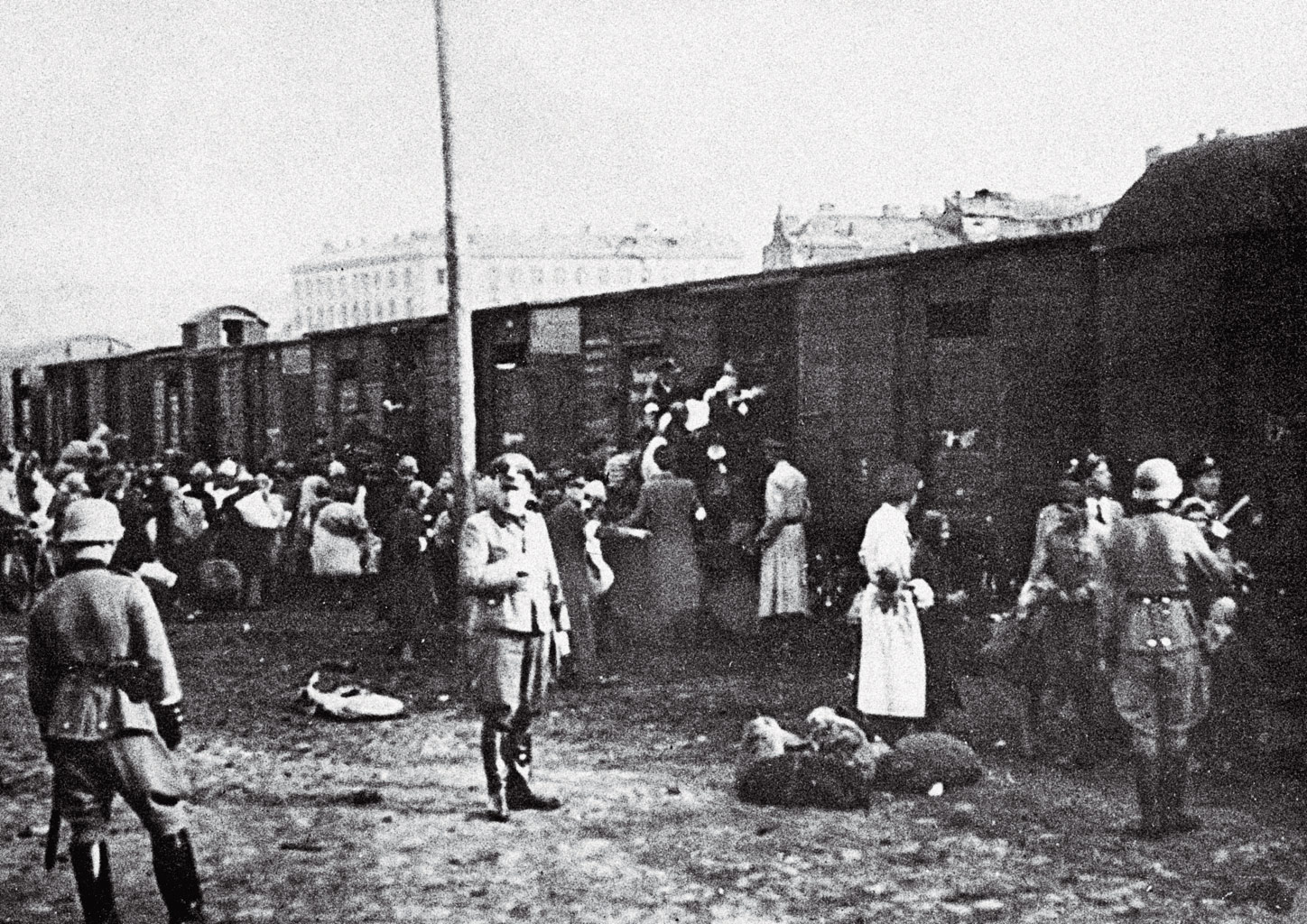
Umschlagplatz (omstigningsplatsen) i Warszawas getto 1942/1943.

Nazistpartiet utnyttjade skickligt utbredda, gamla antisemitiska attityder, missnöjet efter första världskriget (Versaillesfördragets hårda villkor), ekonomisk misär, tidens rasbiologiska vetenskapstrender och somliga judars framgångar, för att uppvigla till skuldbeläggande av judarna för den ekonomiska depressionen i Tyskland. Nazistpartiet kom att konstruera uppfattningen att judarna hade ett samhällsfarligt, avvikande beteende och bestod av ett genetiskt undermåligt material, varför det var viktigt att begränsa deras rörlighet, för att i preventivt syfte skydda samhället mot brott och degenererad kultur. Även den politiska spänningen omkring kommunismens framstötar beskylldes till viss del vara styrd av judar; flera prominenta kommunistiska tänkare var judar. Nazistregimen, speciellt SA, uppviglade till och misshandlade politiska motståndare och judar. Den 30 januari 1933 utnämndes Hitler till tysk rikskansler och införde året därpå enpartidiktatur med sig själv som Führer.
Redan samma år inrättades i Dachau vid München det första koncentrationslägret. Här var huvudsakligen politiska motståndare internerade. Strax efter Hitlers maktövertagande inleddes inskränkandet av judarnas rättigheter. Judarna tvingades lämna myndighetstjänster, och från april 1933 blev deras affärer bojkottade. Med Nürnberglagarna 1935 miste judarna grundläggande medborgerliga rättigheter, sedan kom allt strängare lagliga begränsningar successivt fram till 1943. Väldigt intensiv var förföljelsen under Kristallnatten, 9 november till 10 november 1938, då många synagogor blev nerbrända och tusentals judiska affärer blev förstörda.
En del inom den tyska kyrkan protesterade mot utvecklingen med till exempel judediskrimineringen, i opposition mot nazifieringskrafterna och hitlerdyrkan inom kyrkan, och 1934 proklamerades Bekännelsekyrkan, där Karl Barth och Dietrich Bonhoeffer var viktiga gestalter. Denna förföljdes dock och många präster och ledare fängslades till exempel för hjälp till judar. Bonhoeffer med flera avrättades i andra världskrigets slutskede. Även andra skikt i det tyska samhället försökte skydda judiska medborgare. Mest känd idag är Oskar Schindler, en fabrikör som först bara utnyttjade judarna som arbetskraft[källa behövs], men sedan såg till att rädda cirka 1 200 judar från att dödas.

### Övergång till systematiskt folkmord
Hitler yttrade den 30 januari 1939 i den tyska Riksdagen: "Om den internationella finansjudendomen, inom och utom Europa, än en gång skulle lyckas störta folken in i ett världskrig, då blir resultatet inte en bolsjevisering av jorden och judenhetens seger, utan tvärtom den judiska rasens förintelse i Europa!"
Fram till andra världskrigets början 1939 var målet för nazistregimens politik att tvinga judarna till emigration ur Tyskland. Olika planer fanns för detta, bland annat en plan diskuterad 1940 att tvinga ut alla Europas judar till Madagaskar, kallad Madagaskarplanen. Vid ockupationen av Polen 1939 och fälttåget mot Ryssland 1941 ändrades nazistregimens strategi; man inledde ett utrotningskrig mot judarna, med ännu värre diskriminering och de tvingades enligt medeltida modell bära en synlig gul "judestjärna". I Polen införde den ockuperande nazistregimen en lag som kriminaliserade gömmande och/eller hjälpande av judar med påföljden att inte bara den aktive utan även hela dennes familj skulle avrättas. Omkring 800 polska familjer, inklusive små barn kom att avrättas till följd av lagen. I andra områden var straffsatsen för hjälp till judar mer differentierad.
I de flesta större städer som Nazityskland ockuperade tvingade man den judiska befolkningen att leva i särskilda getton, en studie av United States Holocaust Memorial Museum har identifierat 1150 sådana belägna i Frankrike i väster, i Tyskland självt och österut i Polen och Ryssland. Judarna i staden och omgivande områden beordrades att flytta in i gettot. Gettona stängdes sedan för att förhindra in- och utresor. På grund av hunger, kyla och godtyckliga mord minskade folkmängden stadigt i dessa stängda getton. Från dessa getton deporterades senare judarna till koncentrationsläger. Gettot fick ha en judisk styrelse som förväntades välja ut dem som skulle komma i tur för deportation, något som dessa ibland vägrade medverka till och i stället valde kollektivt självmord.
Under Operation Barbarossa (kriget mot Sovjetunionen) följde Einsatzgruppen efter de reguljära arméerna. De företog massarkebuseringar av judiska civila, till exempel i Babij Jar vid Kiev, men även av andra sovjetmedborgare. Heydrich ansåg rättegångar vara onödigt tidsslöseri och befallde direkt avlivande för att hinna döda alla, i öst speciellt samhällsledare, präster, högutbildade och judar, och så krossa "undermänniskornas" samhälle. SS stod över lagen och kunde inte dömas för brott.

### Koncentrationsläger

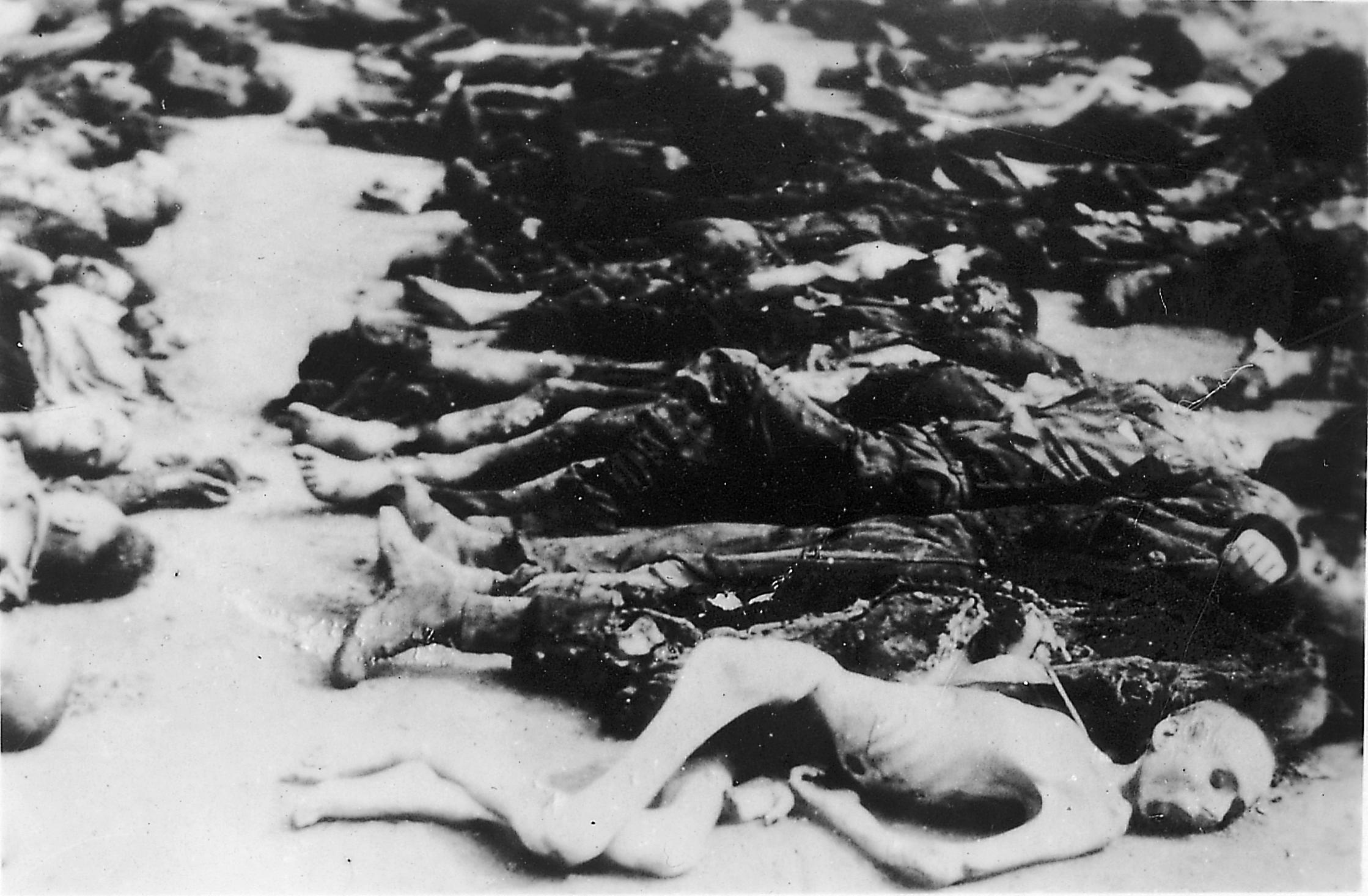
Fotografi från Buchenwald vid befrielsen den 16 april 1945.

De nazistiska koncentrationslägren och förintelselägren var två olika typer av läger. Förintelselägren tillkom för att på ett snabbt och effektivt sätt mörda större grupper av judar inom Operation Reinhard  som påbörjades 1941. Koncentrationslägren däremot var först endast tänkta som interneringsläger för politiska motståndare. Det första lägret Dachau inrättades i mars 1933, knappt två månader efter att Adolf Hitler blivit utnämnd till rikskansler. Under 1937/38 började Schutzstaffel även arrestera och internera kriminella och så kallade ”asociala”. På grund av motgångarna i kriget trappade Tyskland 1942 upp produktionen av krigsmaterial och fångarna i koncentrationslägren användes som slavarbetare. Nu skedde en kraftig ökning av antalet internerade fångar; människor deporterades från hela Europa till lägren. Inom Tyska Riket utgjorde judarna endast en mindre del av de internerade, däremot var de i majoritet i lägren i öst. Lägren Majdanek och Auschwitz-Birkenau skilde sig från de andra koncentrationslägren genom att de även blev förintelseläger. Bara i dessa två läger mördades över en miljon judar.
Från alla av Nazitysklands ockuperade länder deporterades judiska personer till koncentrationsläger. Många dog redan under transporten i de tillslutna järnvägsvagnarna, till exempel av törst. Efter ankomsten valde SS-läkare ut dem som kunde arbeta och dem som direkt skulle mördas. De sistnämnda, främst barn, gamla och sjuka, fördes direkt till gaskamrarna, som var kamouflerade som duschrum för att offren inte skulle fatta misstankar, ofta förda dit av kapos, kollaborerande, privilegierade fångar. Där blev de förgiftade med Zyklon B, ett medel mot skadedjur med blåsyra som verksamt ämne. Döden kom relativt snabbt, vanligen inom några minuter, men under stark ångest. Därefter brändes liken i krematorier. SS tog tillvara hår och guldtänder samt offrens personliga ägodelar, till exempel kläder, glasögon, väskor och värdesaker. Dock fick kapos ofta göra det värsta eftersom SS-männen själva kunde känna motvilja.
Det finns än i dag överlevande från koncentrationslägren, bland dem rättsläkaren Jovan Rajs.

#### Medicinska experiment
I koncentrationslägren utfördes även medicinska experiment på internerna. I Auschwitz-Birkenau var lägerläkaren Josef Mengele ledande i flera typer av vetenskapligt tvivelaktiga försök, varunder fångarna utsattes för stort lidande och oftast avled. Bland annat injicerade han smittoämnen med dödliga sjukdomar i internernas kroppar och gjorde experiment med olika kirurgiska ingrepp. Mengele var särskilt intresserad av experiment på enäggstvillingar. Andra övergrepp fångarna utsattes för var experiment för att bestämma dödlighetsgränsen för påfrestningar och trauma vid till exempel nedkylning eller höga trycknivåer. En annan läkare som utsatte koncentrationslägerfångar för omänskliga experiment var Carl Clauberg.

### Förintelseläger
SS, och då i huvudsak företrädare för Einsatzgruppen, ansåg snart att metoden att skjuta ihjäl människor framstod som "ineffektiv" och alltför uppenbar. SS-männen påverkades negativt av den psykiska anspänningen, trots sin fanatism. Himmler bevittnade själv en arkebusering av omkring 100 personer i Minsk i mitten av augusti 1941 och blev då illamående och skakad. Därtill tog arkebuseringarna alltför lång tid i anspråk. Hösten 1941 provade nazisternas säkerhetstjänst att döda judar med kolmonoxid i mobila gasvagnar. Avlivande med gas hade tidigare använts vid dödandet av bland annat personer med fysiska och psykiska funktionsnedsättningar i en aktion som kallades "eutanasiprogrammet" (dödshjälpsprogrammet) eller Aktion T4. SS-ledningen var dock inte helt nöjd med de första gasningsexperimenten med dieselmotorer, och man planerade då att uppföra gaskammare i förintelseläger för att kunna mörda så många judar som möjligt under kort tid. Dessa läger började uppföras 1941 inom Operation Reinhard, en hemlig SS-operation vars syfte var att avliva de judar som fanns i getton och läger i öst, främst i Generalguvernementet. Lägren Sobibór, Bełżec och Treblinka lydde under Operation Reinhard; Auschwitz-Birkenau och Majdanek hörde till det centralstyrda nätet av koncentrationsläger och de övriga förintelselägren leddes av SS lokalt. Dessa läger fanns i:
- Tyskland
  - Auschwitz-Birkenau (beläget i Oberschlesien)
  - Chełmno (beläget i Reichsgau Wartheland)
- Polen (Generalguvernementet)
  - Treblinka (beläget i distriktet Warschau)
  - Majdanek (beläget i distriktet Lublin)
  - Bełżec (beläget i distriktet Lublin)
  - Sobibór (beläget i distriktet Lublin)
- Vitryssland (Rikskommissariatet Ostland)
  - Maly Trostenets vid Minsk

### Wannseekonferensen och antalet offer

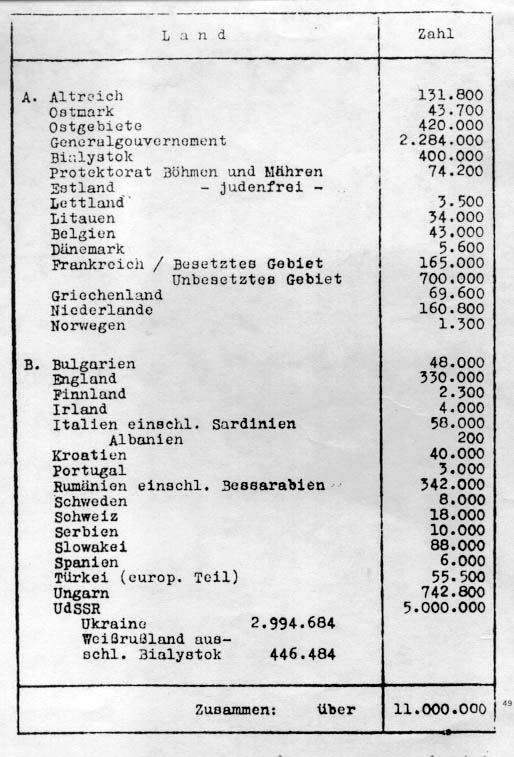
Dokument från Wannseekonferensen som visar nazisternas beräkning av storleken på den judiska befolkningen i europeiska länder.

Den 20 januari 1942 ledde Reinhard Heydrich en konferens med femton högt uppsatta medlemmar av SS, partiet (NSDAP), Sicherheitsdienst och ämbetsmän vid olika ministerier i Wannsee utanför Berlin. Wannseekonferensens syfte var att dra upp riktlinjerna för hur "den slutgiltiga lösningen av judefrågan" praktiskt skulle genomföras. I protokollen från konferensen ser man att tanken var att mörda sammanlagt 11 miljoner judar, trots att ord som "massmord" och "förintelse" inte nämns; det var underförstått. Minst hälften av deltagarna torde varit väl förtrogna med verksamhetens art. Heydrich hade av Hermann Göring utsetts att verkställa "lösningen" och samarbetade med Heinrich Himmler, underförstått att detta var Hitlers vilja. Det har debatterats hur mycket av detaljerna kring morden som Führern kände till eller hade beordrat uttryckligen, samt de faktiska drivkrafterna bakom dem. Himmler skall ha sagt till sin massör Felix Kersten att Hitler själv beordrat Förintelsen. Klart var att man ändå måste iaktta viss försiktighet i offentligheten och dölja spåren av verksamheten, men Hitler och nazistpartiet räknade med att världen med tiden skulle visa tacksamhet för gärningen att förinta judarna. Åtta av deltagarna vid Wannseekonferensen var promoverade jurister. Det var även vanligt bland befälhavarna för de fyra Einsatzgruppen.
I det största förintelselägret Auschwitz-Birkenau mördades troligtvis 1 100 000–1 500 000 människor varav en miljon var judar. Att beräkna det exakta antalet offer försvåras av att många personer inte blev registrerade, innan de dödades i gaskamrarna. De som registrerades i akterna angavs ha avlidit av diverse sjukdomar. Därtill försökte nazistpartiet sopa igen spåren efter verksamheten när de retirerade från området i hopp om att inte avslöjas.
Antal dödade judar enligt boken "Dimensionen des Völkermordes" av Wolfgang Benz.
- Bulgarien: 11 000
- Danmark: 161
- Frankrike och Belgien: 32 000
- Grekland: 60 000
- Italien: 7 600
- Jugoslavien: 55 000–60 000
- Luxemburg: 1 200
- Nazityskland: 165 000
- Nederländerna: 102 000
- Norge: 735
- Polen: 2 700 000
- Rumänien: 211 000
- Sovjetunionen: 2 100 000–2 200 000
- Tjeckoslovakien: 143 000
- Ungern: 502 000
- Österrike: 65 000

### Andra som dödades av nazistregimen

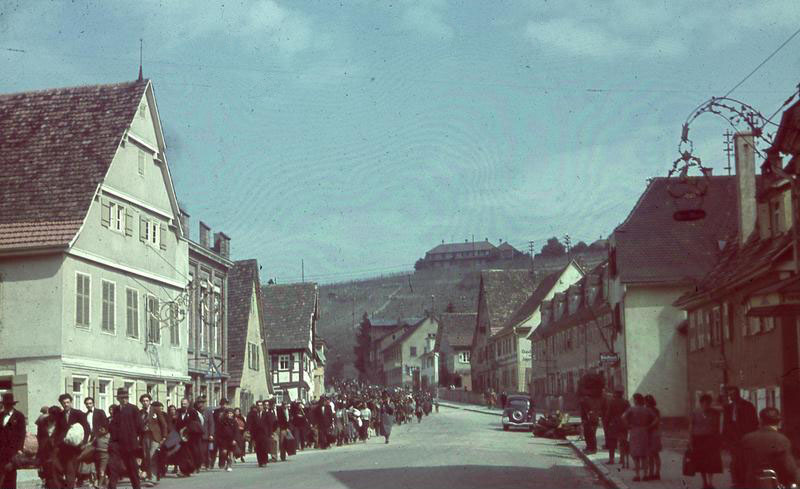
Romer och sinti deporteras. Asberg, Baden-Württemberg, 22 maj 1940.

Bland annat historikerna Donald L. Niewyk och Francis R. Nicosia hävdar att begreppet Förintelsen även bör omfatta mord på andra grupper. Utöver judarna utsatte nazistregimen och andra medhjälpare ett flertal andra grupper för mer eller mindre systematisk terror och massmord. Dödsoffren inkluderar:
- 1.8-1,9 miljoner polacker. Nazistregimen betraktade det polska territoriet som värdefullt för Tyskland, och ansåg att den polska befolkningen var underlägsen. Intellektuella, präster och andra ledargestalter förföljdes och mördades, samtidigt som motstånd bemöttes med brutala hämndaktioner mot civilbefolkningen. Åtminstone 1,5 miljoner polacker utförde tvångsarbete på tyskt territorium och hundratusentals fördrevs från sina hem. Den här angivna dödssiffran inkluderar mördade i massakrar, fängelser och koncentrationsläger. Även 225 000 civila dödsoffer i Warszawaupproret, 50 000 döda civila under invasionen 1939 samt ett relativt litet antal döda från krigsslutet 1944-45 räknas med. Se även Generalguvernementet, Generalplan Ost och Aktion AB.[52][53]
- 2-4 miljoner ryssar och andra sovjetmedborgare, många krigsfångar:[54]
- 200 000–1 500 000 romer och sinti. På grund av bristande dokumentation är osäkerheten stor vad gäller antalet mördade romer och sinti; de här angivna siffrorna anger det lägsta och högsta antal som redovisats av forskare[55]. Se vidare Porajmos. Porajmos är den romska benämningen på nazisternas folkmord på romer.
- 200 000–300 000 människor med funktionsnedsättning.
- 2 500–5 000 Jehovas vittnen.[56]
- Politiska motståndare, fackföreningsfolk, pacifister och kyrkliga motståndare - se vidare motståndsrörelser i Nazityskland.
- Homosexuella män, 5 000–15 000  internerades i koncentrationsläger utan dom.[57] Det finns ingen känd statistik över hur många av dem som dog där, men 1942 började SS med systematisk utrotning av "vanekriminella" genom hård behandling.[58] Nazistregimen utfärdade inte dödsstraff mot homosexuella, utan utdömde fängelsestraff på mellan tre månader och 10 år enligt en lag från 1935.[59] Omkring 100 000 tyska män greps på grund av beskyllningar om homosexualitet, varav ungefär hälften dömdes till fängelsestraff.[60] Se vidare homosexualitet i Nazityskland.

Om man räknar in alla dessa stiger antalet dödsoffer till 11 miljoner. Totalt dog uppemot 78 miljoner människor i Andra världskriget

## Geografisk spridning

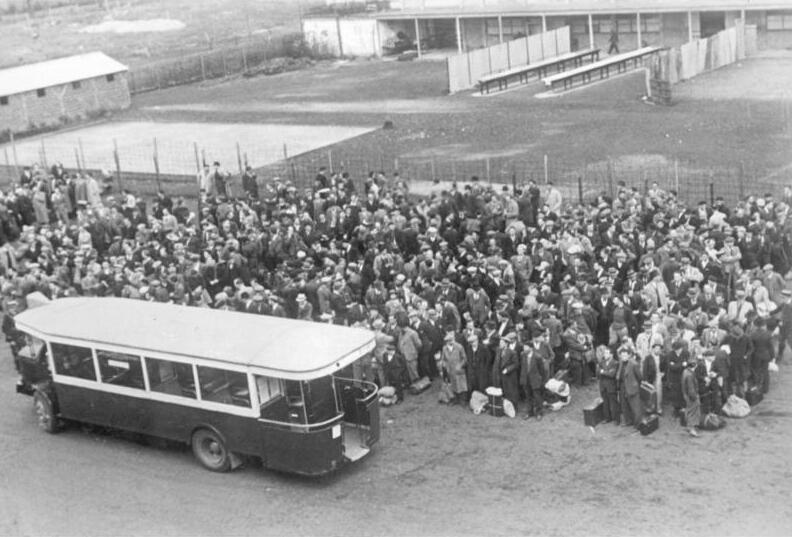
Arresterade judar, Drancy, Frankrike 1941.

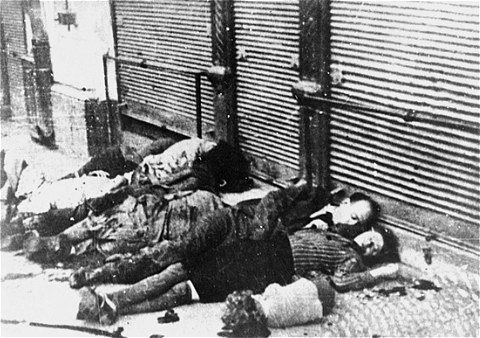
Kroppar av mördade judar efter pogromen i den rumänska staden Iaşi 29 juni 1941.

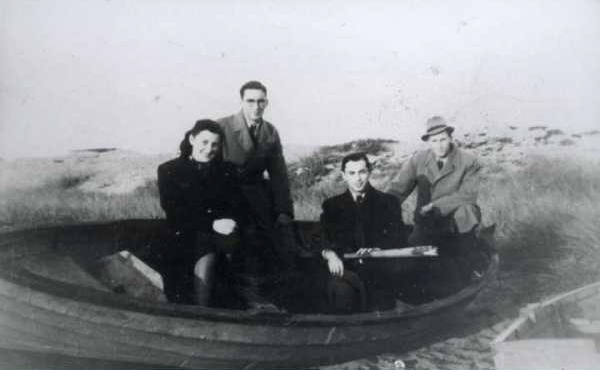
Danska judar som med hjälp av danska motståndsrörelsen kommit över till Sverige, 1943.

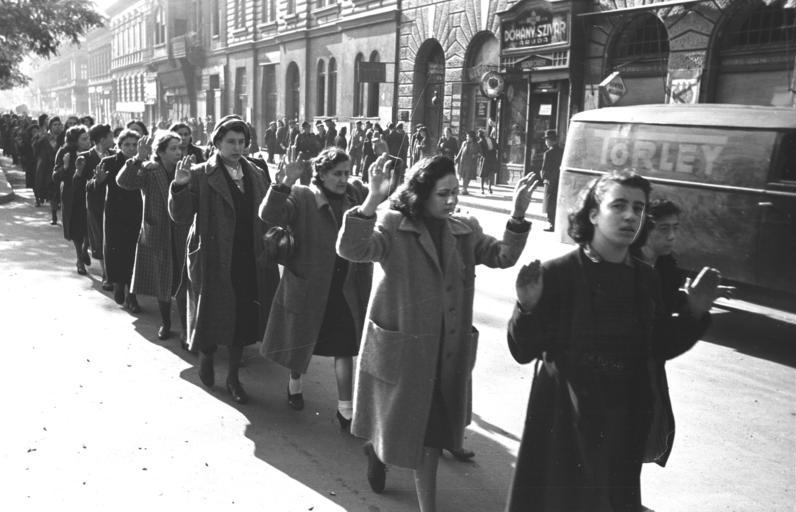
Arresterade judiska kvinnor i Budapest, Ungern, oktober 1944.

Nazityskland och till Tyskland knutna stater erövrade det mesta av Europa. Till axelmakterna, den allians av fascistiska stater som stred mot de allierade, hörde Tyskland, Italien, Ungern, Rumänien och Bulgarien. Lierade med dem var Finland, Kroatien och Slovakien. De länder som annekterades eller ockuperades av Nazityskland var Österrike, Polen, Tjeckien, Danmark, Norge, Belgien, Luxemburg, Nederländerna, Serbien, Montenegro, delar av Frankrike och Grekland samt mellan 1941 och 1944 Estland, Lettland och Litauen. I de flesta av dessa länder fanns kollaboratörer som överlämnade judar åt naziregimen.[källa behövs]
En del av de europeiska judarna undgick förintelsen då regeringen eller andra i deras hemländer motsatte sig nazistregimens krav på utlämnande.

### Albanien
Mellan 1939 och 1943 var Albanien ockuperat av Italien. Därefter, till och med 29 november 1944, var landet ockuperat av Nazityskland. Under förkrigsperioden fanns det endast cirka 200 judar i Albanien. De bodde främst i kuststäderna. Åren 1941–43 kom 597 judar till landet på flykt undan naziregimen. Samtliga av dessa räddades till livet. Inte en enda jude överlämades åt nazistregimen i Albanien. De allra flesta judar lämnade landet vid krigsslutet. Efter kriget var de kvarvarande judarna i Albanien 200–220. Många av dessa har emigrerat till Israel under de senaste åren.

### Bulgarien
I Bulgarien infördes 1941 lagar som fråntog judiska medborgare rättigheten att rösta, förbjöd dem att gifta sig med etniska bulgarer, restriktioner för var de fick bosätta sig och förbud för utövandet av viss yrkesverksamhet. Men landets judiska medborgare sändes inte till tyska koncentrationsläger. Så gott som hela den judiska befolkningen, cirka 50 000, överlevde andra världskriget, då den bulgariska regeringen inte delade Nazitysklands visioner om ett judefritt Europa[källa behövs]. Däremot överlämnade Bulgarien majoriteten av judarna i Makedonien och Thrakien i tyskarnas händer.  Dessa, omkring 14 000 icke-bulgariska judar, fördes till förintelselägret Treblinka.

### Danmark
I Danmark tog kung Kristian X parti för judarna i sitt land när tyska ockupationsmyndigheter ville tvinga dem att bära judestjärnan, det gula tygmärke som identifierade judar; däremot bar han aldrig själv detta märke i protest på sin morgonritt genom Köpenhamn, som ibland har påståtts.  Med stor hjälp av den danska befolkningen och av kontakter på den svenska sidan Öresund lyckades man i september och oktober 1943 att smuggla över nästan alla de danska judarna till Sverige, som var neutralt under andra världskriget.

### Finland
Traditionell historieskrivning i Finland har hävdat att landet inte hade någon del i Förintelsen, även om landet var "vapenbroder" till Tyskland under fortsättningskriget. Finland hade som mest en judisk befolkning på ungefär 2 000 under krigsåren och något hundratal judiska finländare tjänstgjorde i försvarsmakten under vinterkriget, fortsättningskriget och lapplandskriget, vilket under vapenbrödraskapet väckte viss förundran hos de tyska soldaterna som de finländska trupperna samverkade med. En fältsynagoga sattes också upp vid fronten i Svir.
Den finländska statsministern Rangell gjorde år 1942 klart för de tyska myndigheterna att Finland inte har en judefråga, och överbefälhavare Mannerheims tydliga ställningstagande mot utlämning gjorde att frågan om att Finland skulle lämna ut sina medborgare till Tyskland inte vidare väcktes.
Dock var situationen för judiska flyktingar mer riskabel. Den finländska Statspolisen lämnade i november 1942 över åtta judiska flyktingar från Europa till Tyskland. Detta har enligt gängse uppfattning varit landets enda aktiva medverkan i judeutrotningen. Nyare forskning pekar även på att när finländska civilmyndigheter lämnade ut ett större antal flyktingar - medborgare från länder som ockuperats av Tyskland - och militärmyndigheterna ett par tusen sovjetiska krigsfångar, Statspolisen särskilt indikerat vilka av dessa utlämnade personer varit judar och dessutom haft underhandskontakter med tyska myndigheter om saken.

### Frankrike
Den franska Vichyregimen samarbetade med tyskarna i arresteringen och deportationen av judar. Se exempelvis Vélodrome d’hiver-räden och Räden i Marseille 1943.
Sammanlagt fanns det 26 interneringsläger i Vichyfrankrike och 16 i ockuperade Frankrike. De största lägren fanns i Drancy, Montreuil-Bellay, Angouléme, Rennes, Poitiers och Compiègne. I lägren internerades judar, romer och politiskt oppositionella. Många av dessa deporterades till Auschwitz-Birkenau, Sobibór, Dachau, Ravensbrück och Buchenwald.

### Italien
På vilket sätt och i vilken omfattning Italien var delaktigt i Förintelsen diskuteras återkommande bland forskare. Benito Mussolini bedrev ingen antijudisk politik liknande den i Nazityskland och fascismen var inte lika utpräglat rasistisk som nazistpartiet. Många judiska flyktingar i Frankrike sökte skydd i Italien efter Tysklands intåg i Paris 1940. Vid sidan av Danmark och Bulgarien var Italien det land som undanhöll flest judar från förintelse. Under andra världskrigets gång och med alltmer tyskt inflytande instiftades dock en rad antisemitiska lagar. Från och med hösten 1943, efter att de allierade landstigit i södra Italien och Tyskland ockuperat norra Italien och övertagit styret i landet deporterades judar från de tyskkontrollerade områdena till tyska koncentrationsläger. Omkring 8 000 judar ”försvann” från Italien, cirka ett tusen av dessa överlevde.

### Polen
I Polen, där de värsta grymheterna utspelade sig (se ovan), lyckades somliga judar, framför allt barn och ungdomar, finna skydd och gömställe i hem hos familjer eller i kloster. De personer som skyddade dem riskerade att själva bli dödade vid upptäckt. Nära 5 miljoner polacker dödades under kriget, varav 3 miljoner etniska judar och 1,9 miljoner icke-judar.
Polens roll runt Förintelsen har lett till många debatter och mycken forskning omkring antisemitismen i det polska samhället. Debatten omkring händelserna är ännu levande in i 2000-talet, Polen som stat 2018 reagerade med att instifta en förtalslag i ämnet.

### Rumänien
Den rumänske diktatorn Ion Antonescu var en hängiven anhängare av Nazitysklands antisemitiska politik. Rumänska militärer och poliser agerade tillsammans med Einsatzgruppen på östfronten. Särskilt utsatta områden var Bessarabien och Transnistrien där pogromer och massakrer på judar förekom. Antonescus Rumänien är ansvarigt för minst 350 000 judars död, varav 100 000 var från Ukraina.

### Ungern
Av Ungerns cirka 825 000 judar förintades omkring 550 000. Därtill mördades tiotusentals romer och politiska motståndare. Den svenska diplomaten Raoul Wallenberg utfärdade svenska "skyddspass" åt flera tusen ungerska judar vilka därigenom undgick Förintelsen. Vidare transporterades judar till Sverige i vitmålade bussar av svenska Röda Korset med Folke Bernadotte i spetsen, hjälpta av Felix Kersten som behandlade Himmler.

### Tyskland
Vid andra världskrigets slut fanns i Tyskland cirka 15 000 judar som hade överlevt utanför koncentrationslägren. År 1946 levde ungefär 200 000 judar i Tyskland som hade överlevt i olika förintelseläger.

## Lista över massakrer
Einsatzgruppen, Sicherheitsdienst och Ordnungspolizei förövade många massakrer under andra världskriget. I många fall fick tyskarna hjälp av lokala polis- och milisgrupper.
1941
- Brest, Belarus: 4 000 judar och 400 partisaner mördade (7 juli 1941)
- Pinsk, Belarus: 7 000 judar mördade (5–8 augusti 1941)
- Kamjanets-Podilskyj, Belarus: 23 700 judar mördade (27–28 augusti 1941)
- Babij Jar, Ukraina: 33 771 judar mördade (29–30 september 1941)
- Stanislawów: 12 000 judar mördade (12 oktober 1941)
- Dnepropetrovsk, Ukraina: 11 000 judar mördade (13 oktober 1941)
- Rovno, Ukraina: 15 000 judar mördade (5–6 november 1941)
- Kaunas, Litauen: 5 000 personer mördade (25-29 november 1941)
- Rumbula, Lettland: omkring 25 000 judar mördade (30 november och 8 december 1941)
- Bogdanowka och Domanevka, Transnistrien: minst 7 000 judar mördade (21 december 1941 – 9 januari 1942)
- Jasenovac (Kroatien): mellan 500,000 - 800,000 serber mördade (1941-1945)

1942
- Charkov, Ukraina: 12 000 judar (31 januari 1942)
- Lidice: 205 invånare mördade (10 juni 1942)
- Operation Sumpffieber, Belarus: 10 000, varav 8 000 judar, mördade (22 augusti – 21 september 1942
- Volodymyr-Volynskyj, Ukraina: 13 500 judar mördade (1–3 september 1942)
- Brest, Belarus: 19 000 judar mördade (15–16 oktober 1942)
- Pinsk, Belarus: 18 000 judar mördade (28 oktober 1942)

1943
- Operation Hornung, Belarus: 13 000 personer, varav 3 300 judar, mördade (10–20 februari 1943)
- Minsk, Belarus: tusentals judar mördade vid upplösningen av gettot
- Aktion Erntefest, Lublin, Generalguvernementet: omkring 43 000 judar mördade (3–4 november 1943)
- Jugoslavien: 23 000 judar mördade (2–31 december 1943)

1944
- Minsk, Belarus: 6 500 personer mördade (juli 1944)

## Nyheten når omvärlden

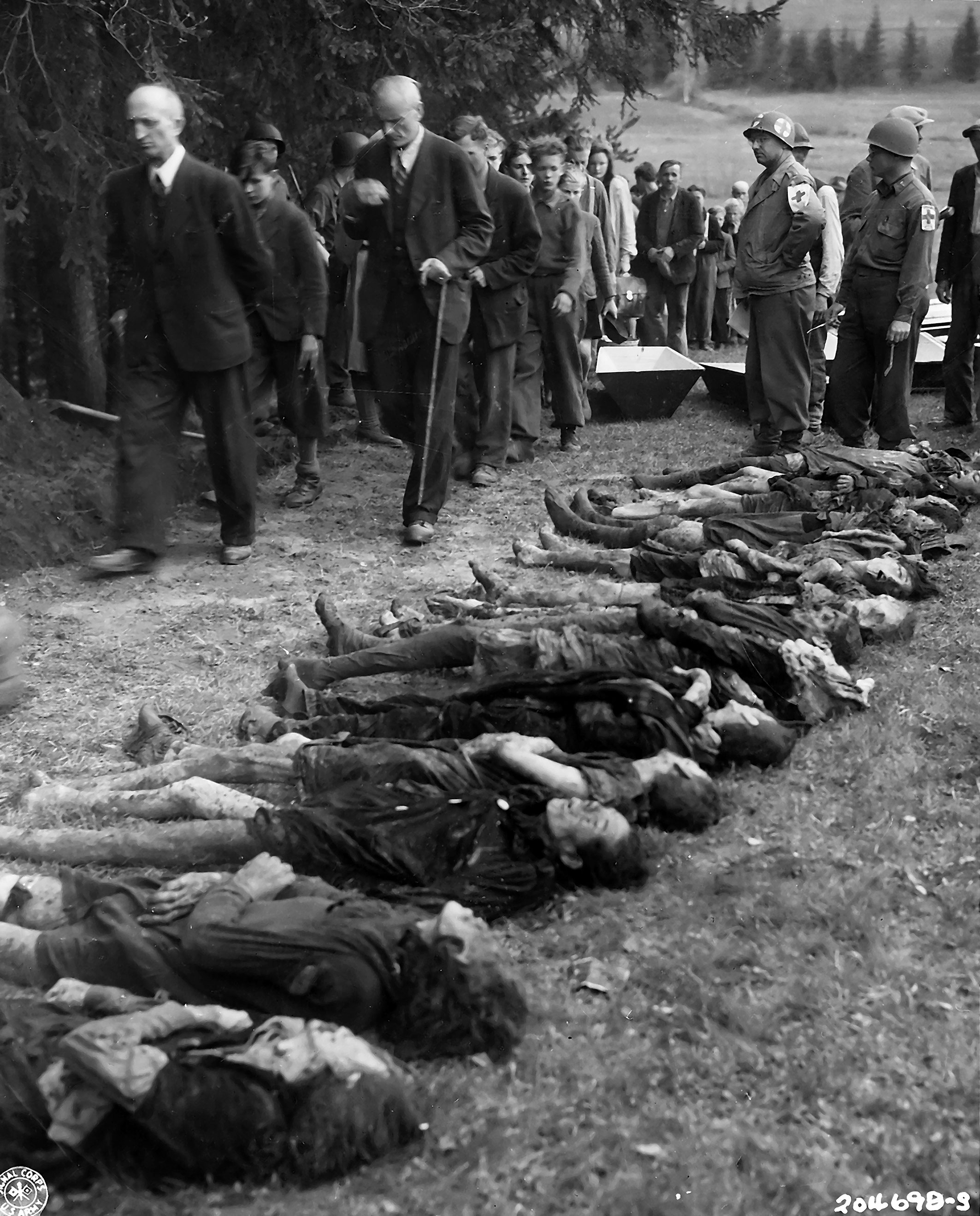
Tyska civila tvingas av U.S. Third Army passera kropparna av judiska kvinnor som svälts till döds under en dödsmarsch. Kropparna upptäcktes i en ytlig grav i Volary, södra Böhmen i Tjeckien. Kropparna lades senare i kistor och begravdes. Foto 1 maj 1945.

Den officiella versionen var att judarna deporterades österut för att utnyttjas som arbetskraft, vilket omvärlden kände till från åtminstone 1941. Den första som berättade om massmord var en kvinnlig läkare, vars SS-patient fått ett nervsammanbrott och talat om vad han sett för henne. Det var ytterst få som trodde att detta var sant.
Under hösten 1942 fick Arvid Fredborg, som var tidningskorrespondent och bosatt i Berlin, ett fotografi av Theodor Wanner som han uppmanades lämna till Gustaf V. Fotografiet föreställde ett massmord på judar. Efter flera omvägar kom fotografiet till Sverige, nådde sin adressat, och Gustaf V skickade troligen därefter kortet vidare till kung Georg VI av Storbritannien. Hösten 1942 började tidningar skriva om folkmordet (till exempel Hugo Valentin), men det dröjde innan utländska journalister tolkade det som ett systematiskt massmord.
1943 gav Fredborg, som tvingats lämna Tyskland efter allt mer kritiska artiklar om landet i svensk press, ut sin bok Bakom stålvallen. Även om boken inte ger närmare detaljer inifrån Polen - sådana fanns ännu inte -  gjorde den fullt klart att judarna deporterades till läger, att det förekom reguljära massmord, tortyr och "yttersta brutalitet".
1943 gav också  Sydsvenska dagbladets tysklandskorrespondent Gunnar Th:son Pihl ut boken Tyskland går sista ronden, efter att ha 1942 blivit utvisad av Gestapo. Boken gavs först på engelska av Knopf för en amerikansk publik och senare samma år i Sverige av Bonnier. Boken beskriver det politiska läget och stämningar i Tyskland efter nederlagen i Stalingrad och El Alamein när det börjat bli allt klarare att Tysklands möjligheter att vinna kriget vore obefintliga, men särskilt kapitlet "Under judestjärnan" väckte uppmärksamhet, eftersom den beskrev hur systematiskt naziregimen gick tillväga med att först utestänga judar ur samhällslivet för att sedan övergå till deportering och massmord. Kapitlet nämner gaskamrar och massgravar och hur författarens hustru närmat sig ett antal personer som väntat på deportation och på en fråga om hur hon skulle kunna hjälpa svarar "Oss kan ingen hjälpa".  
Att massakrer pågick började tränga ut till allmänheten. Även en händelse som Auschwitz befrielse i januari 1945 gav dock begränsat eko i västeuropeisk och svensk press; de flesta fångar hade förflyttats, det stod inte omedelbart klart hur omfattande dödandet hade varit och det fanns inga västjournalister som följde den ryska armén.
Omfattningen stod därmed inte klar förrän efter krigsslutet. Efter att vittnesredogörelser om den pågående verksamheten smugglats ut och nått de västallierade, förekom från 1944 planer och försök att bomba till exempel Auschwitz-anläggningen, dock utan bättre framgång. Tyskarna använde ofta fångar som mänskliga sköldar, så att bombningarna skulle drabba dessa mest, speciellt vid krigsmaterielfabriker. Gaskamrarna vid Auschwitz låg kamouflerade under jord och kunde inte upptäckas från luften.
Efter kriget skulle de flesta tyskar insistera på att man inte visste någonting om det statsstyrda folkmordet på judarna. Vad man visste och insåg berodde naturligtvis mycket på vem man kände och vad man läste, men det står klart att redan 1942 visste eller anade ett inte obetydligt antal tyskar att massakrer eller utrotning av judar och andra pågick. Samtidigt förblev det som skedde olagligt enligt tysk lag under hela kriget, och mördandet kunde alltså inte bedrivas fullständigt öppet, annat än nära fronten och i mer eller mindre avskurna områden i öster.
Så tidigt som den 28 oktober 1941 skrev Friedrich Kellner i sin dagbok:
| ” | En soldat på permission här har sagt att han sett ett fruktansvärt illdåd i det ockuperade Polen. Han såg hur nakna judiska män och kvinnor placerades framför ett långt och djupt dike och sedan på order av en SS-officer sköts i bakhuvudet av ukrainsk milis. De föll ner i diket. Sedan fylldes diket med jord trots att han kunde höra skrik från folk som fortfarande var vid liv. Dessa omänskliga illdåd var så fruktansvärda att några av ukrainarna, som användes som hantlangare, fick nervösa sammanbrott. Samtliga soldater som kände till de omänskliga nazisternas illdåd, ansåg att det tyska folket borde darra av rädsla för den vedergällning som skulle komma. | „ |

En tysk överste berättade vintern 1942–1943 för Ernst Jünger om utrotningen och tillade "En dag kommer min dotter att sona detta i en bordell för negrer".

## Följder
- FN beslutade 1947 att tillerkänna ett område i det historiska Israel, i ett brittiskt NF-mandat, för att bilda staten Israel som tillflyktsort för judar.
- 1948 beslutade FN att ta fram "Allmän förklaring för de mänskliga rättigheterna"
- Nürnbergprocessen där många ansvariga för Förintelsen dömdes utifrån vittnesmål och bevisning. Flera av de värsta förbrytarna begick dock självmord, dödades av motståndsmän eller gömde sig i exil, till exempel i Sydamerika.
- Förintelseförnekelse: nynazister, islamister, kontroversiella politiker och historiker har förringat Förintelsen och dess omfattning, uttalat misstro mot bevisen och lagt skulden på judarna själva, till exempel president Ahmadinejad och David Irving.
- Före och i början av andra världskriget sågs Hitler och Tyskland som goda förebilder av många ledare i och utanför Europa, inte minst inom militären. Efter kriget och avslöjandet av Förintelsen blev det en stark reaktion av avståndstagande som ledde till förbud mot nazistiska organisationer och symboler i många länder. I en del länder är Hitlers bok Mein Kampf förbjuden.
- I skolundervisningen har frågorna om rättvisa, kulturell mångfald och etnisk diskriminering fått ökande utrymme under efterkrigstiden, på många håll som obligatorisk undervisning. Minnesplatserna används ofta vid studiebesök/skolresor.
- De Judar som lyckades överleva förintelselägren förlorade alla sina ägodelar. Rika judars villor blev konfiskierad av staten och konstverk blev stulna.

## Minnet
Inom judendomen har teologer försökt bearbeta Förintelsens minne och för att kunna förhålla sig till det. En del har sökt sig mot den religionens ursprung, andra från gudstro över huvud taget.
På många platser i världen finns minnesmärken och dylikt över Förintelsen, för att minnas den och informera yngre generationer och motverka hatbrott. Till exempel flera av koncentrationslägren, Anne Franks hus, Jerusalem, Berlin, Imperial War Museum i London och US Holocaust Memorial Museum i Washington D.C.
Internationell minnesdag för offren är deklarerad av FN 27 januari, men judiska grupper kan uppmärksamma andra datum.

## Om Förintelsen i litteratur och film
Se även Bibliography of The Holocaust på engelska Wikipedia.
Se även artikeln Privata dokument från Nazityskland.

### Romaner, ögonvittnesskildringar, memoarer
- Bader, Hans, Ändå lever jag, Stockholm, Forum, 1977, ISBN 91-37-06502-5
- Arnold Liebster, Simone, Ensam mot lejonet, Köpenhamn 2007.
- Edvardson, Cordelia, Bränt barn söker sig till elden, Bromberg, 1984, ISBN 91-7608-253-9
- Einhorn, Lena, Ninas Resa, Prisma 2005
- Einhorn, Jerzy, Utvald att leva, Bonnierpocket 2006
- Erkelius, Per Agne, Hotel Galicja, Norstedts 2009, En bok för alla-pocket 2010, ISBN 978-91-7221-603-7
- Frank, Anne, Anne Franks dagbok: den oavkortade originalutgåvan. Stockholm: P.A. Norstedt & Söners förlag 2005.
- Fredborg, Arvid, Destination: Berlin (memoarer), P.A. Norstedt & Söners förlag Stockholm 1985
- Grocher, Mietek, Jag överlevde, Inova 2001
- Grünfeld, Benny, Tonåring i Hitlers dödsläger, 1995
- Göndör, Ferenc, A-6171 Ett judiskt levnadsöde,  Warne förlag AB. 1984,
- Göndör, Ferenc, A -6171: Jag överlevde Auschwitz, LL-förlaget 2006.
- Fried, Hédi,  Skärvor av ett liv : vägen till och från Auschwitz, Natur & Kultur Pocket 2009
- Heger, Heinz: Fångarna med rosa triangel, Stockholm: Författarförlaget, 1984. ISBN 91-7054-447-6
- Keneally, Thomas, Schindlers list. Stockholm: Pan 2005.
- Kertész, Imre, Mannen utan öde, Pan Reprint, pocket, 2002
- Klemperer, Victor Intill slutet vill jag vittna. Dagböcker 1933–1945, 2 vol., Norstedt 1999, ISBN 91-1-300557-X
- Kulka, Otto Dov, Dödens landskap--Reflektioner kring minne och fantasi, Lind & Co 2013
- Lanzmann, Claude, Haren i Patagonien, Lind & Co 2013
- Levi, Primo, Är detta en människa? (1947), Bonniers 1988.
- Rajchman, Chil, Jag är den sista juden - Treblinka (1942-1943), Norstedts 2010, ISBN 978-91-1-302521-6
- Rajs, Jovan och Kristina Hjertén von Gedda, Ombud för de tystade, Norstedt, 2001, ISBN 91-1-300909-5
- Rajs, Jovan,  Har du träffat Hitler?- berättelser om judehat och rasism, Norstedt, 2009, ISBN 978-91-1-302117-1
- Rajs, Dina, En reva hade nätet - och där slank jag ut, Megilla Förlaget 2009
- Roth, Emerich, Mitt namn är Emerich - hatet, förnedringen, kärleken, Carlsson 2005, ISBN 91-7203-664-8
- Sem-Sandberg, Steve, De fattiga i Lódz, Bonnier, 2009, ISBN 978-91-0-012266-9
- Spiegelman, Art, Maus (serieroman)
- ten Boom, Corrie, Gömstället, Gummessons, 1972 (orig. 1971)
- Uris, Leon, Mila 18, (1961) Bantam Doubleday Dell Publishing Group Inc, USA 1997
- Zubicky, Sioma, Med Förintelsen i bagaget. Bonnier Carlsen 1998

### Facklitteratur
- Arendt, Hannah, Den banala ondskan: Eichman i Jerusalem (1963). Daidalos 1996. ISBN 91-7173-052-4
- Bauer, Yehuda, Förintelsen i perspektiv. Stockholm: Natur & kultur 2001.
- Bauman, Zygmunt, Auschwitz och det moderna samhället. Göteborg: Daidalos 1989.
- Benz, Wolfgang och Distel, Barbara, Der Ort des Terrors. Geschichte der nationalsozialistischen Konzentrationslager. Band 1-9, Verlag C.H. Beck, München, 2005–2009, ISBN 978-3-406-52960-3
- Berenbaum, Michael och Peck, Abraham (ed.), The Holocaust and History, USHMM & Indiana Univ. Press, 1998
- Bruchfeld, Stéphane & Levine, Paul A., …om detta må ni berätta…. Forum för levande historia, Stockholm 1998
- Curtis, Michael, Verdict on Vichy: power and prejudice in the Vichy France regime. Phoenix Press, UK, 2004. ISBN 1-84212-669-5
- Dawidowicz, Lucy, The war against the Jews : 1933-1945. Toronto : Bantam Books, 1976, ISBN 0-553-20534-X
- Feuchtwanger, Lion, Den gula fläcken: utrotandet av 500,000 tyska judar. 1936 (tillsammans med Herbert Tingsten), LIBRIS
- Finkelstein, Norman, Förintelseindustrin. Ordfront, 2001, ISBN 91-7324-820-7. (The Holocaust Industry, New York, Verso, 2000.)
- Fjellström, Roger & Fruitman, Stephen (red), Sidor av Förintelsen. Studentlitteratur, 2000, ISBN 91-4401-371-X.
- Guttenplan, D. D., Förintelsen inför rätta. 2001, ISBN 91-7263-173-2
- Herbert, Ulrich (ed.), National socialist extermination policies. New York: Berghahn Books, 2000, ISBN 1-57181-750-6
- Hilberg, Raul, The Destruction of the European Jews, vol. I-III. 3. ed. New Haven, Conn.: Yale University Press 2003.
- Klemperer, Victor, LTI. Tredje rikets språk. Glänta produktion, 2006, ISBN 978-91-975607-6-4
- Kogon, Eugen, SS-staten: de tyska koncentrationslägrens system. Stockholm: Svenskt militärhistoriskt bibl. 2002.
- Lewy, Guenter, The Nazi persecution of the Gypsies. Oxford Univerdsity Press 2001, ISBN 0-19-512556-8
- Marrus, Michael R., The holocaust in history. Harmondsworth, Penguin, 1989, ISBN 0-14-022833-0
- Reitlinger, Gerald, The Final Solution: The Attempt to Exterminate the Jews of Europe 1939-1945. London: Jason Aronson, 1987.
- Rosenberg, Alan, Watson, James R. and Linke, Detlef (ed.), Contemporary Portrayals of Auschwitz - Philosophical Challenges. New York: Humanity Books, 2000.
- Sereny, Gitta, Vid avgrunden: från barmhärtighetsmord till folkförintelse. Stockholm: Ordfront 2000.
- Silverstolpe, Fredrik, Homosexualitet i Tredje riket. B. Östlings bokförlag, Symposion, 2000. ISBN 91-7139-504-0
- Stackelberg, Roderick & Winkle, Sally Anne, The Nazi Germany sourcebook: an anthology of texts, 2002.

### Spelfilmer om Förintelsen
- I gryningens timmar (Le Rafle), fransk spelfilm om Vélodrome d’Hiver-räden i regi av Roselyne Bosch, från 2010.
- Ninas resa i regi av Lena Einhorn, baserad på boken med samma namn. 2005.
- The Pianist, av Roman Polanski från 2002.
- Amen. i regi av Constantin Costa Gavras 2002.
- Anne Frank: The Whole Story, amerikansk TV-miniserie från 2001.
- Schindler's List av Steven Spielberg, 1993.
- God afton, herr Wallenberg, svensk film i regi av Kjell Grede 1990.
- Sophies val (Sophie's Choice) i regi av Alan J. Pakula, 1982.
- Förintelsen (The Holocaust), amerikansk TV-serie från 1978.
- Konspirationen från 2001.

### Dokumentärfilmer om Förintelsen
- Auschwitz: The Nazis and the 'Final Solution', BBC-dokumentär i sex delar 2005.
- Paragraph 175 av Rob Epstein och Jeffrey Friedman om förföljelsen av homosexuella. USA 2000.
- Into the Arms of Strangers: Stories of the Kindertransport av Mark Jonathan Harris 2000, om s.k. Kindertransporter som förde judiska barn till England.
- Undergångens arkitektur av Peter Cohen, Sverige 1989.
- Shoah, en nio timmars dokumentär av fransmannen Claude Lanzmann 1985.
- Natt och dimma (Nuit et brouillard) av Alain Resnais, Frankrike 1955.

## Se även

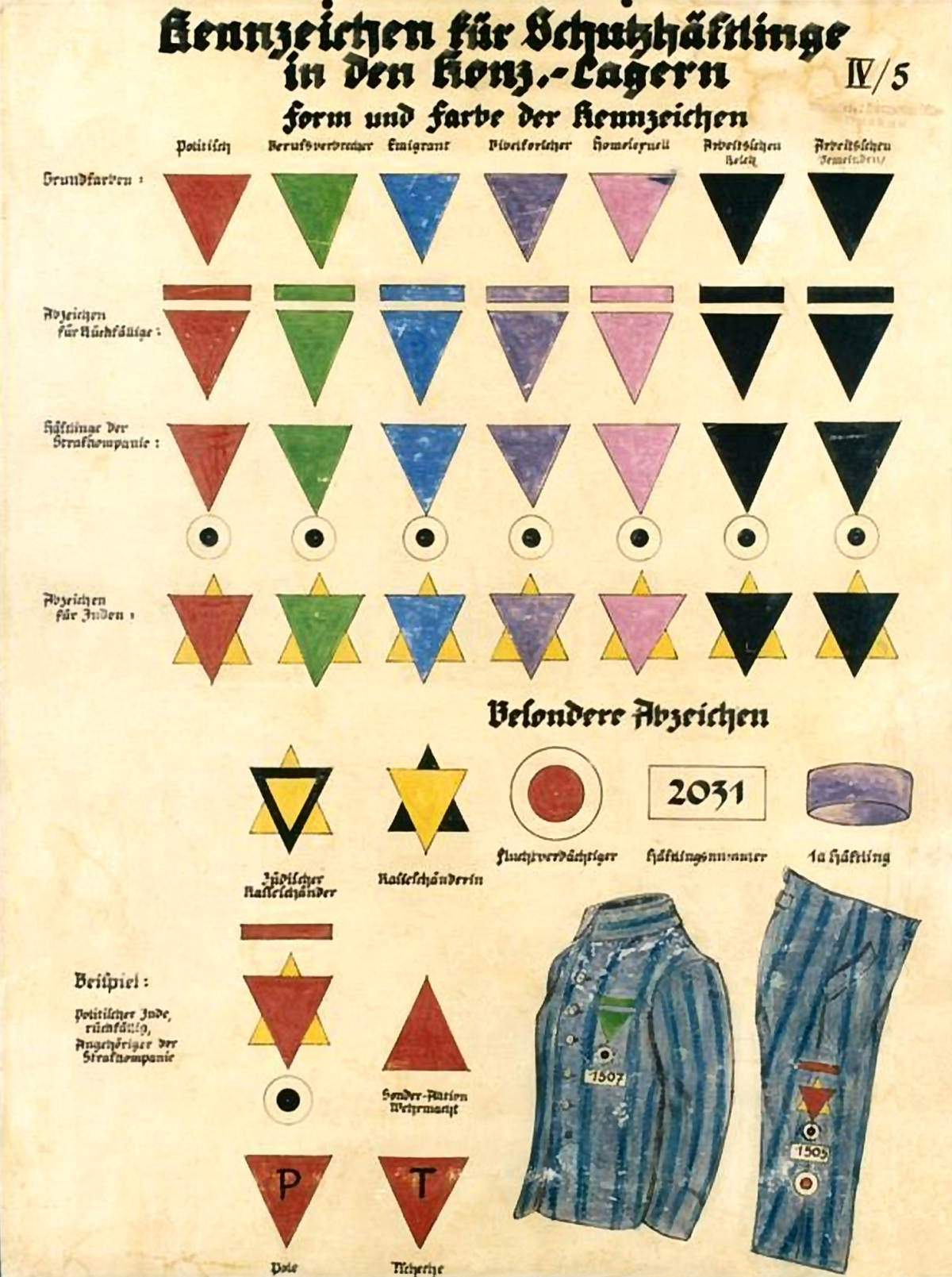
Märken för fångar i nazistiska koncentrationsläger.